# Mnichowe Siodło
Mnichowe Siodło (ok. 1640 m) – przełączka w Mnichowej Grani opadającej do Doliny Małej Łąki w polskich Tatrach Zachodnich. Znajduje się pomiędzy północnym końcem Mnichowej Galerii (ok. 1670 m) a Dziadkiem (ok. 1665 m). Łatwo można na nią wejść z trawiastego Niżniego Mnichowego Upłazu, natomiast na przeciwną stronę, do Niżniej Świstówki opada z przełączki bardzo stromy, bardzo głęboki i przedzielony czterema progami Żleb Poszukiwaczy Jaskiń. Nad najwyższą częścią tego żlebu, zaledwie kilka metrów poniżej Mnichowego Siodła, znajduje się otwór wlotowy jaskini Pomarańczarnia. Zlokalizowany jest na końcu wąskiej i trawiastej półki.